# Tombeau du Général

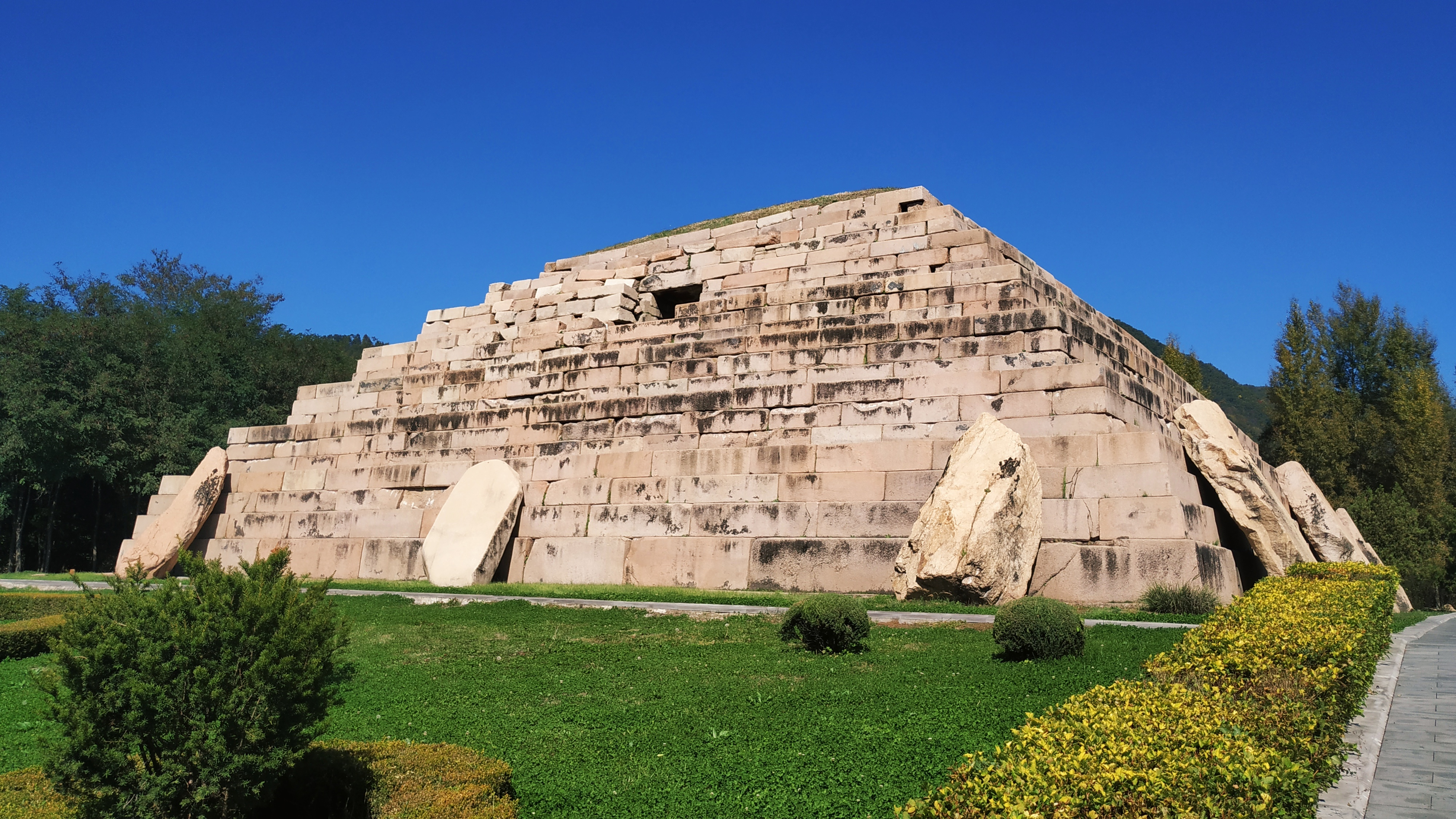
Tombeau du Général

Le tombeau du Général (RR : Janggun-chong, hangeul : 장군총, chinois traditionnel : 將軍冢), est une ancienne pyramide coréenne, elle est également connue sous un autre nom, qui est la pyramide de l'Orient. Elle est considérée comme le tombeau funéraire du roi Gwanggaeto ou de son fils le roi Jangsu, tous deux anciens rois de Goguryeo,.

## Description
La pyramide est située dans ce qui était autrefois connu sous le nom de Gungnae, l'une des capitales de Goguryeo, actuellement la province et ville de Ji'an, en Chine. La pyramide a été « redécouverte » en 1905.
Chaque côté de la pyramide mesure environ 75 mètres de chaque côté, ce qui est environ la moitié de la taille de la Pyramides égyptiennes et la pyramide fait onze mètres de hauteur,. Elle est composée d'un total de 1 100 blocs de pierre taillée. Ces grosses pierres, qui mesurent chacune environ 3 × 5 mètres, ont été placées tout autour de la base de la pyramide. Elles peuvent encore aperçues aujourd'hui. La taille monumentale du tombeau est un résultat de la puissance de l'élite de Goguryeo de l'époque et de la capacité de cet ancien royaume à mobiliser un grand nombre de personnes pour ces nombreux projets de construction.
Le tombeau est de style pyramidal, elle était typique de la culture de Goguryeo et a été transmise au royaume de Baekje pour des pratiques funéraires. Le corps de l'élite morte a été placé sur une « base de pierre, entourée de pierres, puis surmontée d'une plate-forme rectangulaire ou d'une pyramide de pierres habillées. » La conception des tombeaux avait à l'époque des entrées et des passages qui facilitaient le vol de tombes, de sorte que, comme la plupart des tombeaux du style de Goguryeo et Baekje, la tombe du Général ne contient aucun artefact archéologique. Il y a quatre dolmen qui sont des tombeaux qui ont également été placées à chaque coin de la pyramide.
La reconstruction de Kim Il-sung pour le supposé tombeau de Dangun est basé sur Le tombeau du Général.